# Xã Liberty, Quận Hancock, Ohio
Xã Liberty (tiếng Anh: Liberty Township) là một xã thuộc quận Hancock, tiểu bang Ohio, Hoa Kỳ. Năm 2010, dân số của xã này là 6.660 người.